# 主權
主權（英語：sovereignty），為排他的、自我管理的政治權力，簡言之，即為「自主自決」的最高權威。擁有這種權力的個體，包括個人、國族、政府、國家，乃是獨立自主的個體，可依自身意志行動，不受其他個體控制。對於國家來說，主權體現在在其領土管轄範圍內擁有的獨立自治自決權，是行政、立法、司法等公權力的來源，以及對外推動自主外交與軍事行動的權力來源。擁有主權的國家，即為獨立國家。主權的法律形式對內常規定於憲法或基本法中，對外則是國際的相互承認，因此它是國家最基本的特徵之一。國家主權的喪失往往意味著國家的解體或滅亡。若國家主權不受普遍承認，一般稱為有限承認國家或政治實體，如中華民國。
傳統社會有將主權來源歸給神或上帝的說法，現代國家一般認為主權的基礎來自人民，即人民主權。
當今主權的概念，正因其至高無上的排他性，外交官不斷援引之；跨國組織及企業設法規避之；諸如政治學家、憲法、國際法學家仍爭論之，討論全球化及國際及區域組織對主權概念的影响。

## 概念
政府（行政）部門權力、司法管轄權及立法權的行使需要主權為依據。在民主制度裡，主權屬於國家的全體人民，稱為人民主權。人民主權顯現在人民選舉代議士參與政府的代議政制，也是目前大多數國家所採取的形式。代議制度也能混合其他的行使方式，如被許多國家採用的公民投票制度。
在其他的形式，如君權神授、君主專制和神權政治下，主權則被定義為永恆的起源，為上帝或自然界所賜予的權力。
另一個較正式的區別，則是法律與主權的關係，法律條文（如果立憲正確的話）是能夠在現實上應用並執法的，即使與人民的民意相違背也亦然，只有經過制憲程序才能正式更改。嚴格而言，任何違反這個原則的行動都構成了革命或政變的罪行，不管其動機為何。
在憲法和國際法上，主權的概念也賦予了國家政府有權對其疆域和地理領域擁有徹底的統治權，在他們掌控的各種機構（如法庭）下擁有司法的審判權，而不是透過他國的指令和管理。至於判定何種特定實體才屬於主權的問題，則不屬於精密科學，反而時常是外交上的爭論議題。

## 主權概念的歷史
古希臘「Βασιλεύς」一詞便代表了「主權」的概念，指的是那些擁有權威（Auctoritas）的人，與直接的最高統治權不同，這個權力由執政官（或「行政官員」）所保留。
讓·博丹（1530年─1596年）被認為是現代主權概念的創始者，他在1576年所著的論《共和六书》裡形容，主權是一種超越了法律和國民的統治權，這種權力由神授或自然法而來。從這裡他也先行定義了君權神授說，指出「主權是一個共和國所擁有的絕對和永恆的權利」。主權是絕對的，至高无上的，因此是無法被分割的，但也並非不受任何限制：它只在公共的領域行使權力，而不是在私人的領域。它也是永恆的，因為對它的擁有者而言，主權並沒有期限存在（而掌權者則有其期限）。換句話說，主權並非個人財產：在本質上，它是無法被割讓的。
這些特色都決定了主權概念的形式，這些概念在社會契約論裡也可以找到，例如在让-雅克·卢梭（1712年─1778年）對人民主權的定義中，都與這些概念相符合，差異僅在於盧梭認為只有人民才能正當的行使主權。同樣地，主權是無法割讓的—盧梭譴責對於主權的起源和行使間的區分，在這種區分上成立了君主立宪制和代議政制。尼可罗·马基亚维利、托马斯·霍布斯、和约翰·洛克也是發展主權概念的重要人物。
卡尔·施米特（1888年─1985年）將主權定義為「決定國家進入緊急狀態的權力」。喬治·巴塔耶所提出的非正統的主權概念也影響了如雅克·德里达等思想家。

## 對主權的不同觀點
對於主權的理論根基存在些不同觀點：
國民主權說
人民主權（popular sovereignty）的例子，如美國獨立宣言宣示的「人民主權」及法國憲法主張的「主權」歸屬於全民族，而多元主權論（pluralistic sovereignty）動搖了固有主權之單一至高無上特徵，認為國家擁有主權之說不符實際，因為人隸屬於多個組織和團體，國家應順之多種不同的價值來進行統治。
法律主權說
亦稱國會主權說。19世紀英國學者约翰·奥斯丁認為「法律乃主權者之命令」，主權者可為一人，亦可為多數人。由於當時英國國會至上，因此被其他學者引申，既然法律由國會制定，則主權者當是國會。19世紀末學者戴雪集其大成，提出主權可分成「法律主權」和「政治主權」，法律主權決定法律上國家最高意志，政治主權為國家最高權力之所在，故具法律、政治最高權力的英國國會擁有主權，即「國會主權」。
國家主權說
又稱國家法人說。法國大革命《人權和公民權宣言》：「主權本質上全屬於國家」為濫觴。盛行於19世紀、20世紀初的德國，蓋因那時國家統一之需要，將原德意志邦聯各主權邦國統合為一個聯邦國家。在國家主義思潮下提出主權歸於國家，國家為法人、有人格意志、權利義務的主體之學說來凝聚向心力。日本著名憲法學者美濃部達吉受其影響，提出「天皇機關說」，認為國家是法人，天皇為法人下的機構，但後來不見容於高舉皇國大纛的軍國主義者而遭政治迫害，直到二戰結束才平反。
君主主權說
君權神授說為典型。16世紀法國學者博丹認為理想制度是由君王總攬主權，向上帝負責。17世紀英國學者霍布斯則是在《巨靈論》中表示，人在自然狀態下，避免傷害別人或被別人傷害，將所有的自然權力也就是主權，交付給一個絕對的威權、一個巨靈，即是君主，讓它來維持內部和平和進行外部防禦。
團體主權說
國家縱有主權也是由多方運用，關鍵在於人與人因利益結合為團體，去影響權力分配及運用。所謂主權，其實由多元競爭的團體掌握。
主權否定說
除無政府主義和自由意志主義者否定國家的主權外，由於國際體系互動頻繁，使主權的最高及不可分割性遭到挑戰；例如美國、歐盟都是各成員讓渡部分主權組成單一國家或組織。因此主權不過是個概念，逐步被多元協商、妥協的共識，甚至由超強霸權取代（可參考德意志帝國的形成）。
這些不同的觀點闡述如下：
- 君權神授說的支持者主張，君主擁有神授的主權權力，而不是經由人民們的同意。這個理論成為了君主專制制度。
- 建構主義者認為，主權是三十年戰爭結束後簽訂威斯特伐利亞和約時為了不讓教宗干涉內政而提出來的理論。
- 让-雅克·卢梭的第二本著作《社会契约论》（1762年）裡講述主權和其權力。主張主權或民意是無法被割讓的，但如果民意無法被傳達，那麼主權將是可以被分割的，因為它在本質上必須與民意相符。如果它以公眾的利益為其權力限制，透過法律來採取行動，那它便是絕對可靠而且永遠正確的。法律是民意對於公眾利益事物的決定，但民意仍然永遠是正確的，法律的審判並非永遠是明智的、也因此並非永遠是對公眾利益有利的，也因此需要立法者的存在。但立法者本身也沒有權力，他只是人民用以設計和提議法律的代表者，只有人民本身（也就是主權或民意）才有權力制定和改變他們。
- 民主是建立在人民主權的概念上。與盧梭的看法不同，代議政制允許將主權的行使過程從人民本身轉移至議會或政府上。議會主權（國會主權）指的便是在代議民主制裡，最終的主權屬議會所有，而不是行政的權力。

值得注意的是，在比較政治制度上議會主權乃英國國會特有類型，其他國家國會則是代表行使國民主權。英國及承襲體制的紐西蘭採不成文憲法，由慣例與國會制定法律而定；其他成文憲法的國家需有特定修憲程序，且國會制定法律不能牴觸憲法，表示國會在憲法架構下非最高性而為國民之代表。
- 無政府主義和自由意志主義者否定國家或政府的主權，無政府主義者通常主張的是特定的個人主權，認為個人本身擁有他自己的主權，也就是意识的形成基礎。如尼采所證實的，一個人的意識超過了他自己的身體。
- 一些支持民主全球化的人士則認為國家應該讓出一些權力給世界政府（比聯合國更具權力的全球性政府），由世界上的人民所控制，而不是依據國與國之間的準則。

主權在法律上的主要基礎，便是對司法管轄權的獨占權力。它超乎国家法律之上。
具體而言，經過主權實體所做出的決策，不可能被地位更高的權力機構所駁回。除此之外，通常認為主權的另一個法律基礎，便是在現實上對於其權力的行使，而不只是在法律上擁有那樣的權力。換句話說，僅宣稱擁有主權或是僅行使主權權力都是不夠的，主權要同時具備這兩個要件。

## 主權於國際法
在国际法上，主權指的是國家的權力，主權在國家本身，並以一個法定政權實體為代表行使主權。也可能因某些外力因素導致暫時無法行使主權，但這並非主權喪失。在原則上主權是合法行使權力的根據，在實際上則是擁有行使權力的實際能力。外國政府承認一國的領土也就承認了其主權，又或者也可能拒絕做出承認。
例如，在理論上，中華人民共和國和中華民國都宣稱其政府主權包含整個中國大陸和台灣地區，而兩岸政權相互不承認彼此的「國家」地位。就目前上一些國家承認中華民國的國家地位，而包含聯合國在內的多數國家則承認中華人民共和國，這實際上緣於主權的不可分割性，中華人民共和國和中華民國的主權是重疊的，區別在於他國承認哪一個政府為中國主權的代表。然而，主權重疊之認定實際已違反主權的排他性原則。

## 主權与聯邦制
在聯邦制国家，例如美國，主權也是州政府所特有的獨立於聯邦政府外的權力。
問題在於個別的州—尤其是那些分離為美利堅聯盟國的南部州是否擁有主權，美國國內對此引發許多爭論，尤其是在南北戰爭後的一個世紀裡。
- 依據约翰·C·卡尔霍恩的理論，在地方州當初加入聯邦時所簽下的協議中，如果其他聯邦成員違反了這個協議，那麼州便能脫離聯邦而仍保有其主權。考宏的理論在南北战争爆發前夕提出，成為州脫離聯邦的理論基礎。不過，在考宏提出的「废止论」（nullification）中，地方州有權拒絕接受任何他們認為違反了憲法的聯邦法律。但同樣的這些南方州也拒絕北方的非蓄奴州擁有類似的無效權力，他們堅持聯邦政府應該在所有州執行逃亡奴隸法（英语：Fugitive slave laws），拒絕讓非蓄奴州擁有收容逃亡奴隸的權力。無論如何，逃亡奴隸法是在憲法裡明定的，要求所有逃跑至其他州的奴隸和囚犯必須被遣返回原本的州。
- 依據联邦党人文集的理論：「任何批准了憲法而加入聯邦的州，都被視為是一個主權形體，獨立與其他所有州之外，而且只有在出自其自願的行動下才會與聯邦連結。在這種關係下，新的憲法（原本）是一個聯邦體制，而不是一個國家體制。」接著文集的作者又檢查了憲法的其他觀點，其中一些則使聯合政府高出了地方州，並總結道「所提議的憲法，也因此嚴謹地，既不是一個國家的憲法也不是一個聯邦的憲法，而是兩者的綜合。」（Federalist No. 39）在各州批准憲法後的半個世紀，出現了幾次宣稱分離權力的情況，幾個州也曾考慮過分離聯邦（如1812年战争中的新英格蘭）。直到後來1840年左右，丹尼爾·韋伯斯特和約瑟夫·斯多利等人開始發表他們的理論，主張分離是非法的，並主張美國是一個擁有至上地位的主權國家，超越其下各州的地位。這些理論也影響了林肯，他後來宣布「沒有州可以只因為他們各自的動機而合法地脫離聯邦」。

## 相关
- 部落主權指的是美國聯邦所承認的印第安人部落所擁有的權力，部落有權在其區域內（有時也在區域之外）行使有限的司法權力。
- 在世界上的一些地區，如魁北克和印度克什米尔，「主權」一詞成為了國家獨立的同義詞（指的是在當地的「國家主權」或民族自決的權力，也就類似伍德罗·威尔逊1918年提出的十四點和平原則）可與之相較的還有毛利人用以形容主權的「Tino rangatiratanga」一詞。
- 在國際法下，聖座被承認為一個主權的形體（與國際法的實體梵蒂岡城國是分離的），雖然土地面積極小，但也擁有一小塊在義大利首都羅馬的內飛地。
- 一個相當獨特而經常引起爭議的問題，在於医院骑士团也是擁有內飛地的政治實體；也就是马耳他骑士团（自從1869年兩名騎士獲得治外法权，也就成為了「主權」的領域），但微型國家马耳他骑士团主權的權利從未受過宣告，幾個現代國家仍然與騎士團維持完整的外交關係（也就是最有名望的騎士團部），聯合國也給予其觀察員實體的資格。
- 如同國家元首（無論主權是否在其手上）能被國內的幾個重要人士同時擔任一樣，主權的司法權在一個政治區域裡可以被兩個或更多的既定權力所分擔，尤其是在如共同管領的形式，或者如安道爾的多重公國（共主邦联）。

## 外部連結
- Etymology OnLine （页面存档备份，存于）
- Stanford Encyclopedia of Philosophy entry （页面存档备份，存于）
- Protection of national sovereign rights under international law - by Dr Faisal Al-Rfouh，associate professor, political science, University of Jordan，President of the Gandhi Center for Strategic Studies (GCSS), NGO
- WorldStatesmen（页面存档备份，存于）